# Elly Maldaque
Elisabeth „Elly“ Maldaque (* 5. November 1893 in Erlangen; † 20. Juli 1930 in Regensburg) war eine deutsche Lehrerin. Da sie sich für kommunistische und freidenkerische Ideen interessierte, wurde ihr, nach Denunziation durch „Hakenkreuzler“, fristlos gekündigt. Kurz darauf ließ die Stadt Regensburg sie in eine Nervenheilanstalt einweisen, wo sie nach wenigen Tagen verstarb. Der Fall erregte deutschlandweit Aufsehen. Zahlreiche Künstler stellten das Schicksal Elly Maldaques in ihren Werken dar, als einer der ersten Ödön von Horváth („Die Lehrerin von Regensburg“).

## Leben

### Kindheit
Elly Maldaque wurde am 5. November 1893 in Erlangen geboren. Ihre Mutter hieß Karoline, geborene Ofenhitzer (* 1870), ihr Vater Wilhelm (* 1859) war von Beruf Waffenmeister. Über ihre Kindheit ist bisher wenig bekannt. Es gibt ein Zeugnis ihres Vaters, der sie mit „melancholischen Hemmungen“ behaftet beschreibt und folgenden Satz Elly Maldaques überliefert: „Ich möchte auch so gerne lustig sein und lachen können, aber es liegt beständig ein Druck auf mir.“ Der Druck ging wohl vom Vater selbst aus, der als Kinderschreck und religiöser Fanatiker beschrieben wird. Er war Anhänger der Adventisten und galt nach Aussage einer Zeitzeugin als „komischer Kauz“ mit einem „religiösen Fimmel“, ganz „außer der Reihe“ und stand politisch „weit rechts“. Auch seine Frau und sein Sohn müssen schwer unter dem Regiment des Vaters gelitten haben. Elly Maldaque schreibt am 12. November 1928 in ihr Tagebuch: „(…) ich habe erst vor 4 Wochen geweint, als ich daran dachte meine Mutter u. meinen Bruder zu rächen für ein verbittertes Leben.“
Zu der Zeit des Tagebucheintrags waren Mutter und Bruder schon tot. An ihrer Mutter Karoline, einer „stillen Hausfrau“, muss sie sehr gehangen haben. Ihr Tod im Jahre 1927 war der Grund, warum Maldaque im Alter von 34 Jahren ein Tagebuch begann. Sie notiert am 20. Mai 1927: „Daß sie nicht mehr um mein Leben wissen und fragen kann – ist unfaßlich, daß sie nicht mehr erleben darf, wenns mir noch einmal gut gehen sollte – ist bitterer Schmerz.“ Ihr Bruder Wilhelm fiel am 18. Juli 1916 mit 21 Jahren als Infanterieleutnant in Flandern.

### Ausbildung zur Lehrerin
1911 siedelte die Familie nach Regensburg über. Im selben Jahr begann Elly Maldaque im Erlanger Seminar eine Ausbildung zur Volksschullehrerin. Sie lernte dort Irene Neubauer (* 1894) kennen, die später eine wichtige Rolle in ihrem Leben spielen sollte. Elly Maldaques Abschlusszeugnis 1913 enthielt nur Noten von gut bis sehr gut. Es wurde ihr eine „gute Qualifikation“ bescheinigt.
Nach ihrer Ausbildung war sie an verschiedenen Orten im Schuldienst tätig. Schließlich trat sie am 1. September 1920 eine Stelle an der evangelischen Von-der-Tann-Schule in Regensburg an. Sie war die erste evangelische Lehrerin Regensburgs.
Bis ca. 1922 litt sie an nervösen Erschöpfungszuständen und andauernder Schlaflosigkeit und musste sich mehrmals beurlauben lassen. Grund könnte ein während des Erlanger Seminars beginnender Prozess des Umdenkens gewesen sein: „Im ersten und zweiten Seminar damals – mit 18-19 Jhr. – da war das erste furchtbare Krümmen der geknechteten Seele.“ (Tagebuch 20. Mai 1927). Doch seit 1922 verrichtete sie ohne Unterbrechung ihren Dienst. Entgegen den tendenziösen Behauptungen ihres Vaters, der ihre Pensionsansprüche retten wollte und sie daher als geistig nicht voll zurechnungsfähig hinzustellen versuchte, beschrieben Zeitungen und Zeitzeugen sie als gesunde, sportliche und „heitere“ Frau (Rektor Hirschmann in der Beerdigungsrede).

### Kommunismus und Freidenker
Pfingsten 1926 traf Elly Maldaque in Straßburg, als sie zu einer Tante nach Paris reiste, auf ihre Seminarkollegin Irene Neubauer, die in Weimar als Berufsschullehrerin arbeitete. Durch den Gedankenaustausch mit Irene Neubauer löste Elly Maldaque sich von der Gedankenwelt ihres Vaters: „Ich habe in den Sommermonaten eine vollständige innere Umstellung erfahren. Irene mit ihren umstürzlerischen Ideen hat mir Ungeheures gegeben u. ich habe alte Formen zerbrochen. Meinen Glauben, meinen persönlichen Gott, (…) habe ich von mir gegeben. U. ich habe es bewußt und mit voller Überzeugung getan, weil ich alle Schäden gesehen und erkannt habe, die der anerzogene Glaube mir unwiederbringlich geschlagen und es an Tausenden immer noch tut. (…) Und all die falschen Moral- u. Gesellschaftsbegriffe, alles Alte habe ich in mir gestürzt.“ (Tagebuch, 13. September 1927)
Bis dahin hatte sie nach Darstellung ihres Vaters der deutschnationalen Richtung angehangen: „Nachdem sie sich zuerst leidenschaftlich für die Deutsch-nationale Partei eingesetzt hatte, geriet sie in ihrem krankhaften Suchen nach Wahrheit, durch intensives (für ihre geistigen und seelischen Kräfte viel zu schwieriges) Studium politischer und belletristischer russischer Literatur in eine ihr bis dahin gänzlich fremde Ideenwelt.“ Mehr und mehr wandte sie sich dem Kommunismus zu. Jedoch ist sie nie Parteimitglied geworden. Für sie hieß Kommunismus vor allem, zu einem liebevollen und selbstlosen Menschen zu werden: „Gut werden – das ist u. bleibt das einzige u. Letzte (…) Der Weisheit letzter Schluß ist die milde u. die unversiegbare Liebe.“ (Tagebuch, 13. September 1927)
Über die praktische Seite ihres Kommunismus gibt ihr Vater Auskunft: „Daß das herrschende Elend von ihr als niederdrückend empfunden wurde und daß sie sich verantwortlich fühlte, so viel an ihr lag zu helfen, geht daraus hervor, daß sie in die Wohnungen der Armen ging und mit Rat und Tat beizustehen versuchte, wobei sie weit über die Grenzen ihrer Leistungsfähigkeit ging.“ Häufig organisierte sie auch Wochenendausflüge für ihre Schulkinder.
Nachdem ihr siebzigjähriger Vater wieder geheiratet hatte – eine 25 Jahre jüngere und, wie berichtet wird, bigotte Frau –, zog Elly Maldaque aus dem elterlichen Haus, Weissenburgstr. 27, in die Orleansstr. 4. „(…) in der neuen Wohnung, auch äußerlich frei von allen Ketten“, schrieb sie in ihr Tagebuch. Sie besuchte häufiger Arbeiter-, Freidenker- und KPD-Versammlungen und engagierte sich verstärkt im sozialen Bereich.

### Überwachung
Regensburg war zu der Zeit eine Hochburg der Bayerischen Volkspartei (BVP). Auch die Landesregierung hatte die BVP inne. Kommunisten und Sympathisanten wurden systematisch überwacht. Im Herbst 1929 begann die Bespitzelung Elly Maldaques. Die Berliner Weltbühne schrieb darüber in ihrer Ausgabe vom 12. August 1930: „Gegenüber dem Hause Elly Maldaques in Regensburg wurden nach der Erklärung eines Kriminalpolizisten zwei Hakenkreuzler zur Beobachtung einquartiert.“
Der erste so entstandene Bericht der Polizeidirektion Regensburg vom 11. November 1929 wurde an Kreisregierung, Staatsministerium des Inneren und an die Polizeidirektion München geschickt. Er lautete: „Seit einigen Wochen betätigt sich bei der KPD-Ortsgruppe eine Lehrerin von hier, die nach den Angaben des Mitteilers einen französisch klingenden Namen besitzt, 36 Jahre alt u. an der hies. Von-der-Tann-Schule tätig ist. Nach sonstigen Anhaltspunkten noch zu schließen, kommt hier die ledige Volksschullehrerin Elisabeth Maldaque (…) in Frage. Sie beteiligt sich auch an den von Reichstagabg. Meyer veranstalteten Parteikursen und soll nach einer neuerlichen vertraulichen Mitteilung auch an der Revolutionsfeier teilgenommen haben, bei der sie am Klavier spielte.“
Doch mehr als das gelegentliche Klavierspielen vermochte die Regensburger Polizei auch nach wiederholter Nachfrage des Bayerischen Staatsministeriums nicht zu berichten. Darüber hinaus wurde Elly Maldaque von Oberstadtschulrat Dr. A. Freudenberger, der zufällig von ihren Besuchen bei kommunistischen Veranstaltungen und ihrer dortigen Klavierbegleitung gehört hatte, freundschaftlich ermahnt. Elly Maldaque schränkte daraufhin ihre Besuche ein. Aus einem internen Schreiben der Oberpfälzischen Kreisregierung vom 23. Dezember 1929: „Zufolge neuerlicher Mitteilung des Vorstandes der Polizeidirektion Regensburg konnte über die kommunistische Betätigung der Lehrerin E. Maldaque inzwischen nichts Weiteres festgestellt werden. Sie ist offensichtlich äußerst vorsichtig.“
Am 21. März 1930 fand ein Prozess gegen den kommunistischen Stadtrat Konrad Fuß wegen Gotteslästerung statt. Er soll bei dem Begräbnis eines Genossen „Pfaff“ und „Schmarrn“ gesagt sowie aus der Internationalen die Verse zitiert haben: „Es rettet uns kein höheres Wesen“. Er wurde in zweiter Instanz freigesprochen. Vor Verhandlungsbeginn unterhielt sich Irene Neubauer, die zu der Zeit bei Elly Maldaque zu Besuch war, mit dem Angeklagten „in auffallender Weise“, wie der Polizeibericht meldete. Aus dem Zuschauerraum heraus wurde Irene Neubauer verhaftet und auf der Polizeidirektion vernommen. Anschließend durchsuchte die Polizei Elly Maldaques Wohnung.
Bei der Hausdurchsuchung wurde jedoch „nichts gefunden“, wodurch „eine strafbare Handlung nicht nachgewiesen werden konnte“, doch stieß die Polizei auf Elly Maldaques Tagebuch: „In der Anlage befindet sich sodann ein Auszug aus einem Tagebuch der Maldaque, der ohne ihr Wissen gefertigt wurde und der bemerkenswerten Aufschluß über ihre politische Einstellung gibt.“
Die Polizei gab allerdings eine manipulierte Version weiter, die den Eindruck erweckte, Elly Maldaque agitiere im Unterricht für die kommunistische Idee. Insbesondere zwei Aussagen wurden aus dem Zusammenhang gerissen und neu zusammengestellt: ein schwärmerisches Bekenntnis zum Kommunismus: „Nun bin ich auf Tod und Leben dem Kommunismus verschworen.“ und: „Meine Schulkinder waren meine Versuchskaninchen.“ (Tagebuch 14. Juli 1929). Doch die letzte Passage lautete im Zusammenhang: „Mit diesen Worten kehrte ich zurück u. versuchte dann zum 1. Male in meinem Leben – das, was andere immer konnten – selbstlose Kleinarbeit zu tun – einfach sich zu geben in Geduld im Kleinen. Meine Schulkinder waren die Versuchskaninchen.“ Erst zwei Tagebuchseiten weiter folgt das im Polizeibericht vorausgestellte Bekenntnis zum Kommunismus. Elly Maldaque reichte ihr Tagebuch am 5. Juli 1930 bei der Regierung ein, um die Manipulation zu widerlegen.
Der Polizei-Obersekretär, der die Verhaftung von Irene Neubauer und die Wohnungsdurchsuchung bei Elly Maldaque ausgeführt hatte, wurde später Leiter der Regensburger Gestapo.

### Kündigung
Am 2. Mai erreicht das Schulreferat der Regierung folgendes Schreiben: „Aus der Vorlage der Polizeidirektion Rgbg. vom 25. III. 30 geht mit Bestimmtheit hervor, daß die Volksschullehrerin Elisabeth Maldaque in Regensburg Angehörige der KPD und Anhängerin der Freidenker-Bewegung ist.“
Am 21. Juni 1930 verfügt der Staatsminister für Unterricht und Kultus Franz Goldenberger (BVP) die sofortige Lösung des Dienstverhältnisses. Aus dem Entlassungsschreiben vom 27. Juni 1930: „Die Regierung hat die Ueberzeugung gewonnen, daß Sie Ihrer geistigen Einstellung nach der Bewegung des Kommunismus und Freidenkertums zugehören und auch wirkendes Mitglied der Kommunistischen Partei Deutschlands sind.“
Nicht nur Elly Maldaque war von der fristlosen Kündigung vollkommen überrascht. Weder ihre Kollegen noch die Eltern ihrer Schulkinder hatten bis dato etwas von Elly Maldaques kommunistischen Neigungen wahrgenommen. Aus einer Stellungnahme Elly Maldaques, die sie am 1. Juli 1930 schrieb und die am 25. Juli 1930, fünf Tage nach ihrem Tod, in der Wochenzeitschrift Regensburger Echo erschien: „Es ist richtig, daß ich mich für die kommunistische Bewegung interessiere. Ich bin aber nicht Mitglied der Kommunistischen Partei, habe nie eine Funktion ausgeführt, habe nie öffentlich oder geheim, schriftlich oder mündlich für die Bewegung agitiert, ich habe nie ein Referat gehalten, habe mich nie an einer Diskussion beteiligt. Von einer Verletzung meiner schulischen Pflichten ist überhaupt keine Rede und ist auch nie eine Klage von irgend einer Seite gekommen. Daß meine politische Richtung nur ein ganz privates, persönliches Interesse ist, geht schon daraus hervor, daß, als meine Dienstentlassung bekannt wurde, die Kollegenschaft ganz und gar überrascht war. An meinem Schulhaus hörten die meisten Kollegen von meiner politischen Anschauung das erste Wort am Tage meiner Entlassung.“
Für Elly Maldaques Darstellung spricht die verabschiedete Entschließung der Elternversammlung vom 7. Juli 1930: „Die unterfertigten Eltern sind nach heute Abend erfolgter gegenseitiger Aussprache zu der einstimmigen Überzeugung gekommen, daß Fräulein Maldaque sich in keiner Weise einer Unterrichtsart bedient hat, die einer christlichen Schule widersprechen würde. Die Eltern sprechen hiermit Fräulein Maldaque das vollste Vertrauen aus und bedauern es im Interesse ihrer Kinder, daß diese tüchtige, streng gerechte Lehrerin den Kindern genommen wurde.“ Es folgen 33 namentliche Unterschriften, darunter auch von Eltern, die dem deutschnationalen Lager zuzurechnen sind.
Die fristlose Kündigung stellte für Elly Maldaque eine außerordentliche Härte dar. Sie war bis dahin seit 17 Jahren im Schuldienst tätig und wäre in zwei Monaten unwiderruflich verbeamtet worden. Doch durch die Entlassung verlor sie nicht nur ihr Einkommen, sondern auch alle Pensionsansprüche. Zudem war es damals Lehrerinnen in Bayern verboten zu heiraten (Lehrerinnenzölibat), eine eigene Familie als Rückhalt schied daher aus.

### Klinikeinweisung und Tod
Am 30. Juni 1930 kündigte Elly Maldaque in einer ersten Antwort an die Regierung der Oberpfalz an, dass sie selbstverständlich von ihrem Beschwerderecht Gebrauch machen werde. Doch schon im zweiten Schreiben vom 5. Juli 1930 machte sich der psychische Druck, der auf ihr lastete, bemerkbar: „Die Unterzeichnete stellt das Ersuchen beiliegendes Belastungsmaterial [darüber steht in Bleistift: „Tagebuch“] bezüglich meiner fristlosen Dienstentlassung vom 27. Juni 1930 entgegennehmen zu wollen, bis ich meine mir zustehende Beschwerde an das Staatsministerium für Unterricht und Kultus eingereicht habe, die ich bisher nicht fertigzustellen in der Lage war, da ich vor einem Nervenzusammenbruch stehe.“
Doch zur Beschwerdeeinreichung kam es nicht mehr. Elly Maldaque litt zunehmend unter Verfolgungswahn und vermutete allerorten Spitzel. Diese Schübe von Paranoia waren nicht unbegründet, denn sie wurde bis zuletzt überwacht. Am 8. Juli suchte sie den Rechtsanwalt Weiner auf, um mit ihm eine Beschwerdeschrift auszuarbeiten. Was sich dort zutrug, fasste ein Polizeibericht folgendermaßen zusammen: „Nach kurzer Aussprache mit Rechtsanwalt Weiner verfiel die Maldaque in einen Erregungsanfall und fühlte sich dieselbe auch an diesem Tage schon von der Polizei als verfolgt. Nach Angabe des dortigen Buchhalters (…) hat die Maldaque auch dort gleich die Fenstervorhänge zugezogen, wobei sie einen Vorhang zerrissen hat, um daß sie von den Spitzeln nicht erwischt werden könne.“
Unter Einsatz massiver Gewalt – ein Zeitzeuge berichtete, dass sich Elly Maldaque krampfhaft an den Gitterstäben der Umfriedung des Anwesens festgehalten habe – wurde Elly Maldaque am 9. Juli 1930 in die Heil- und Pflegeanstalt Karthaus-Prüll eingewiesen. Am 11. Juli beschloss der Stadtrat die offizielle Einweisungsverfügung. Der angegebene Grund war „wegen gemeingefährlicher Geisteskrankheit“, wofür hauptsächlich die Beschädigung des Vorhangs angeführt wurde. Allerdings wurde im Stadtratsbeschluss der Vorgang nicht mehr als Zerreißen beschrieben, sondern als Herunterreißen. Die eigentliche Ursache für Elly Maldaques Aufregung, die Bewachung durch die Polizei, die Hausdurchsuchung und schließlich die fristlose Kündigung, fand dagegen keine Erwähnung.
Man wies Elly Maldaque in die Abteilung für schwerste Fälle ein, in der jeder Besuch von Bekannten und Freunden verboten war, obwohl der Anstaltsarzt Dr. Korte laut Zeugen erklärte, „sie leidet nur an einer ungeheuren Übermüdung, einem Erschöpfungszustand, der aus ihren seelischen Qualen entspringt und sich in einigen Wochen wieder gelegt haben würde.“ Dr. Korte selbst in seinem Rechenschaftsbericht vom 24. Juli 1930, vier Tage nach dem Tod seiner Patientin: „Wir erwarteten demgemäß die völlige Wiederherstellung ihres gewöhnlichen Geisteszustandes in absehbarer Zeit.“
Elf Tage nach ihrer Einlieferung, am Sonntag, den 20. Juli 1930 um die Mittagszeit, war Elly Maldaque jedoch bereits tot. Um halb fünf Uhr nachmittags, als Stadtrat Konrad Fuß und Landtagsabgeordnete Schaper, beides Kommunisten, sie besuchen wollten, war sie bereits seziert. Die Weltbühne schreibt dazu: „Zwischen zwölf und ein Uhr war Elly Maldaque gestorben. Um fünf Uhr – am Sonntag nachmittag! – soll die Leiche bereits seziert gewesen sein. Klarer haben wohl auch die Verantwortlichen an der Lübecker Kindertragödie nicht versucht, die Spuren ihres Handelns zu vertuschen.“
Die offizielle Todesursache lautete: „Centrale Pneumonie [Lungenentzündung], Herzinsuffiziens.“ Schon am 25. Juli wurde dieser Befund, durch ein Gutachten der Prosektur der Deutschen Forschungsanstalt für Psychiatrie, umgeändert. Nunmehr sei eine psychisch bedingte allgemeine Vasomotorenschädigung (Schwächung des Kreislauf- und Gefäßsystems) die Todesursache gewesen.
Der behandelnde Arzt Dr. Korte verfasste, ebenfalls am 25. Juli, ein umfangreiches Rechtfertigungsschreiben, wozu ihm die Regierung alle Unterlagen zur Verfügung stellte. Darin zeichnet er von seiner ehemaligen Patientin ein deutlich negatives Bild: „Unbefriedigt vom Alltag und von den mancherlei Annehmlichkeiten, die ihr das Leben bot, ohne tiefere Interessen, (…) war sie getrieben von einer hysterischen Gier nach dem großen Erlebnis und von einer hysterischen Sucht, dem von ihr in ihrem Tagebuch beklagten Egoismus abzusagen und sich einer Sache zum Opfer zu bringen.“ Sogar ihre Lehrtätigkeit betreibe sie nur mit „mäßigem Interesse“.
Dann stellte er die These auf, dass nicht die Entlassung aus dem Staatsdienst die schwere Gemütserschütterung ausgelöst habe, sondern der Verrat durch eigene kommunistische Parteigenossen: „Soviel ich mich erinnere (…), schrieb sie nach ihrer Verwarnung durch den Oberstadtschulrat ihrer Freundin, daß unzuverlässige Elemente in der Partei sie verraten haben müßten. Es ließe sich gut vorstellen, daß in ihr nach dem wirklichen Eintritt des ihr damals nur angedrohten Ereignisses dieser Argwohn wieder auftauchte und daß sie aus namenloser Enttäuschung über Verrat in den eigenen Reihen in den wüsten Traum der Verwirrtheit geriet.“
Doch letztendlich gab er dem Opfer selbst die Schuld: „El. Maldaque hat sich mit ihrer Betätigung im kommunistischen Sinn in ein Unternehmen eingelassen, dem sie seelisch nicht gewachsen war.“
Damit war die Verteidigungsstrategie von Staat und Medizin vorgegeben. Kultusminister Goldenberger sagte am 31. Juli vor dem Bayerischen Landtag: „Ich bedauere, daß der Tod des Fräulein Maldaques eingetreten ist. Ich habe schon gesagt, daß von irgendeinem Verschulden seitens der Regierung nicht gesprochen werden kann. (…) Gegenüber der geradezu frivolen Hetze, mit der politische Kreise den traurigen Fall propagandistisch zu verwerten suchen, muß mit aller Entschiedenheit betont werden, daß die unglückliche Lehrerin Maldaque ein Opfer ihres eigenen pflichtwidrigen Verhaltens und im weiteren Sinne ein Opfer des Kommunismus und seiner Agitation geworden ist.“

## Nachwirkung
Der Fall Elly Maldaques hat zur Zeit der Weimarer Republik ungewöhnlich großes Aufsehen erregt. Über 90 Zeitungsartikel erschienen. Daneben entstanden zahlreiche künstlerische Werke. Bei dem Psychiatrie-Fall bzw. der Justizaffäre Ilona Haslbauer, die sich ab 2005 auch in Regensburg abspielte, wurden Parallelen zum Fall Elly Maldaque gezogen und an diesen erinnert.
Seit 2007 kämpft das studentische Ensemble ueTheater an der Universität Regensburg mit dem Studentenwerk vergeblich dafür, das „Theater an der Uni“ in „Elly Maldaque Theater an der Uni“ umbenennen zu dürfen.

### Dramatische Werke
- 1930: Walter Mehring: „Die Ballade von der Lehrerin Elly Maldaque“
- 1930: Josef Wolfgang Steinbeißer: „Lehrerin Elly“
- 1930: Ödön von Horváth: „Die Lehrerin von Regensburg“ (unvollendet, Uraufführung 1976 in Wiesbaden)
- 1993: Franz Hummel: „An der schönen blauen Donau“, Kammeroper nach einem Libretto von Elisabeth Gutjahr
- 1993: Reinhart Meyer: „Elly Maldaque – Der Tod einer Lehrerin“
- 1995: Evelin Rebentrost: „Der Fall Elly Maldaque – Eine Zerstörung“
- 2006: Kurt Raster: „Elly Maldaque, denn du bist nicht Deutschland“
- 2008: Kurt Raster: „Elly und Ingo“
- 2009: Wolfgang Maas, Evelin Rebentrost: „Erinnern! Nicht vergessen!“, Tanzperformance als Hommage an Elly Maldaque

### Malerei
- 1985/86: Guido Zingerl: „Elly Maldaque. Im Namen des Wahnsinns“, aus dem Zyklus: Aufzeichnungen eines Donauschülers
- 2000: Horst Meister: „Die schweigende Mehrheit“ – ELLY MALDAQUE, Ausschnitt aus dem Triptychon „Regensburger Passion“

### Musik
- Maldaque, eine Folkgruppe, bestand von 1982 bis 1986.

## Gedenken

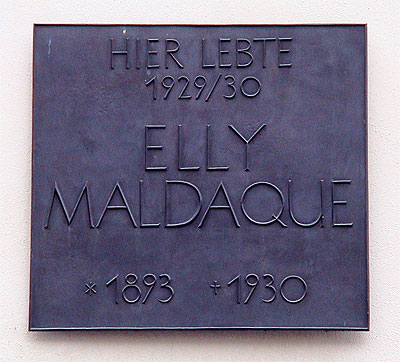
Gedenktafel an Elly Maldaques letztem Wohnort

Elly Maldaque geriet durch den Krieg in Vergessenheit. Erst Tübinger Studenten, die an einem Horváth-Seminar im Wintersemester 1978/79 teilnahmen, entdeckten ihre Spur. Sie wollten Horváths Dramenfragment Der Fall E. aufführen und stießen dabei in der Weltbühne auf einen Artikel von Peter Nord mit dem Titel Die Tragödie der Lehrerin Maldaque. Der Tübinger Professor Jürgen Schröder ging der Sache nach und veröffentlichte 1982 das Buch Horváths Lehrerin von Regensburg. Damals war das Thema Berufsverbote gerade virulent, was Elly Maldaques Fall besondere Aktualität verlieh.
Seit Elly Maldaques Wiederentdeckung gab es zahlreiche Versuche, für sie ein würdiges, öffentliches Gedenken zu schaffen. Sei es ihre alte Wirkungsstätte Von-der-Tann-Schule nach ihr zu benennen oder eine Elly-Maldaque-Straße zu schaffen. Jedoch wurden bis heute alle dahingehenden Bestrebungen von der CSU-Mehrheit im örtlichen Stadtrat abgelehnt. Lediglich eine Tafel an der Von-der-Tann-Schule sowie an ihrem letzten Wohnort in der Orleansstraße erinnern an sie.

## Zeitzeugen
„Sie war, sag ich immer, der Zeit voraus. Sie hat einem viel fürs Leben mitgegeben … Und außerdem haben sie bei uns in der Schule erzählt, daß sie von dem wenigen, das sie verdient hat, manche Mark an Arbeitslose gegeben hat, dort, wo sie Klavier gespielt hat. Damals hat es doch die vielen Arbeitslosen gegeben. Also war sie eine Idealistin für mich. Wenn sie eine Kommunistin war, war sie für mich eine Idealistin, eine Edelkommunistin, wie man so sagt.“

„Eine einmalige Frau. Die hat jedem, dem sie helfen hat können, geholfen. Auch uns Jugendliche hat sie direkt ins Herz geschlossen. und immer war diese Frau auch für alte Leute da. Die hat sie betreut. Die hat eingekauft für alte Leute, die nicht mehr so richtig haben laufen können. Die hat sogar manchen Familien geputzt – was noch nie eine gemacht hat. Als Lehrerin hätte sie das doch gar nicht machen müssen. Aber die Frau Maldaque, die hat das gemacht…“

## Zitate Elly Maldaques
- „Gebt den Menschen ihre Rechte und sie werden alle gut sein.“ (Tagebuch, 9. Oktober 1928)
- „Und es soll doch alles menschliche Streben zu Liebe für das andere werden.“ (Tagebuch, 12. Februar 1928)
- „Nun fällt mir alles leicht und alles versteht sich von selbst und alle Kräfte stellen sich ein, seit ich den Urquell des Lebens erkannt habe und den Weg des Menschenrechts gehe.“ (Tagebuch, 9. Oktober 1928)

## Radio
- Karin Sommer: Ödön von Horvaths „Lehrerin von Regensburg“. Eine Erinnerung an Elly Maldaque. Radiosendung vom 24. April 1994, Bayerischer Rundfunk